# Фемисто (спутник)
Фемисто (др.-греч. Θεμιστώ) — нерегулярный спутник планеты Юпитер с прямым орбитальным обращением.
Открыт в 1975 году, потерян, а затем повторно открыт в 2000 году.
Назван именем Фемисто, дочери речного бога Инаха из греческой мифологии.
Также обозначается как Юпитер XVIII.

## История открытия
Фемисто была впервые обнаружена Чарльзом Ковалем и Элизабет Рёмер 30 сентября 1975 года, об открытии сообщено 3 октября 1975 года.
Спутник получил временное обозначение S/1975 J 1.
Однако сделанных наблюдений было недостаточно для расчёта орбиты, и впоследствии спутник был потерян.
Затем, в 2000 году, по-видимому новый спутник был обнаружен Скоттом Шеппардом, Дэвидом Джуиттом, Янгой Фернандесом и Юджином Магнайером, и получил временное обозначение S/2000 J 1.
Вскоре было подтверждено, что вновь открытый объект соответствует открытому в 1975 году.
Собственное название было присвоено 22 октября 2002 года.

## Характеристики
В отличие от большинства спутников Юпитера, которые в соответствии со своими орбитальными свойствами образуют группы, Фемисто обращается в одиночестве, занимая промежуточное положение между Галилеевыми спутниками и группой нерегулярных спутников с прямым обращением — группой Гималии.
Фемисто составляет около 8 километров в диаметре, если принять альбедо за 0,04.